# Konzerthalle Carl Philipp Emanuel Bach Frankfurt (Oder)

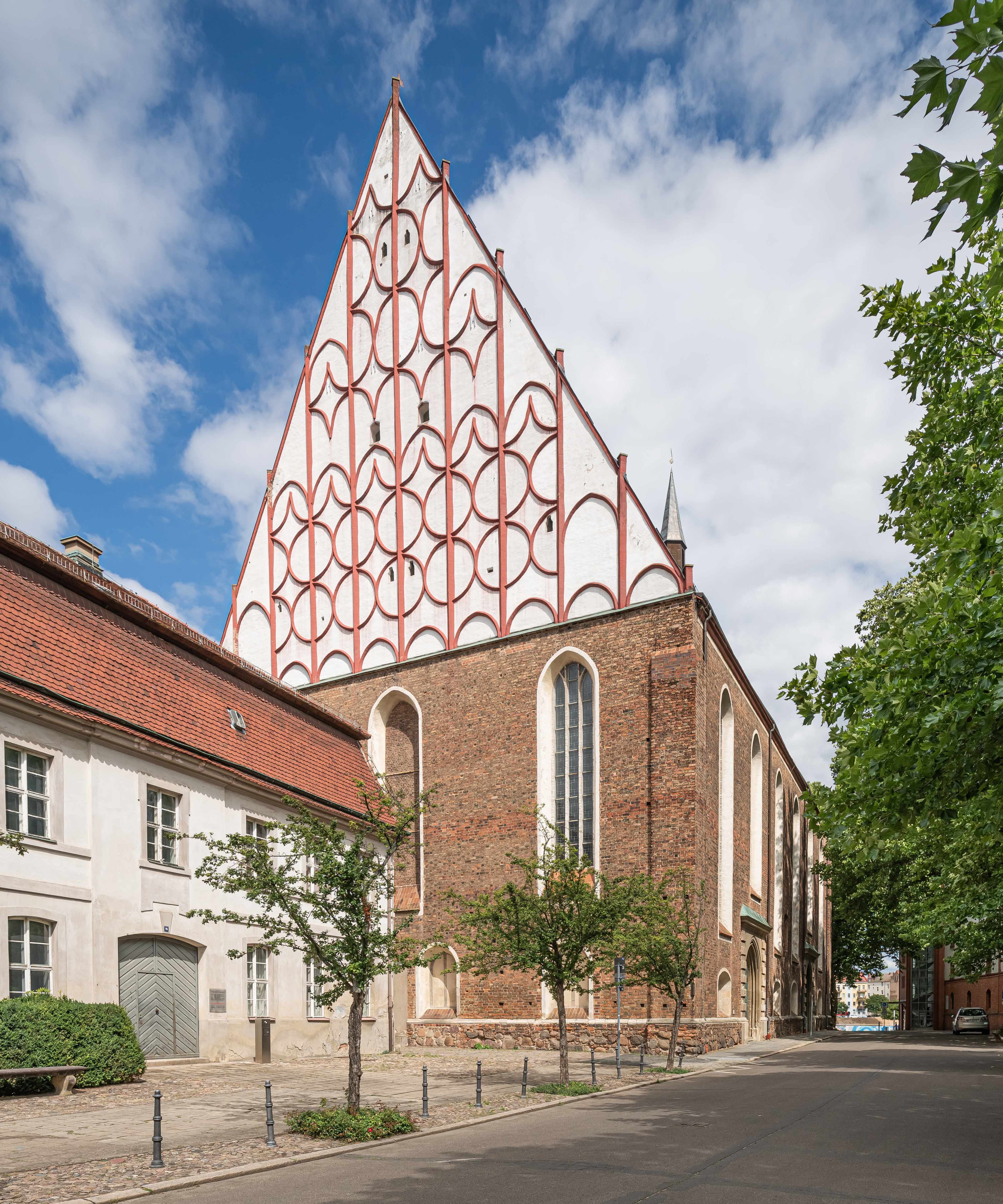
Konzerthalle Carl Philipp Emanuel Bach Frankfurt (Oder)

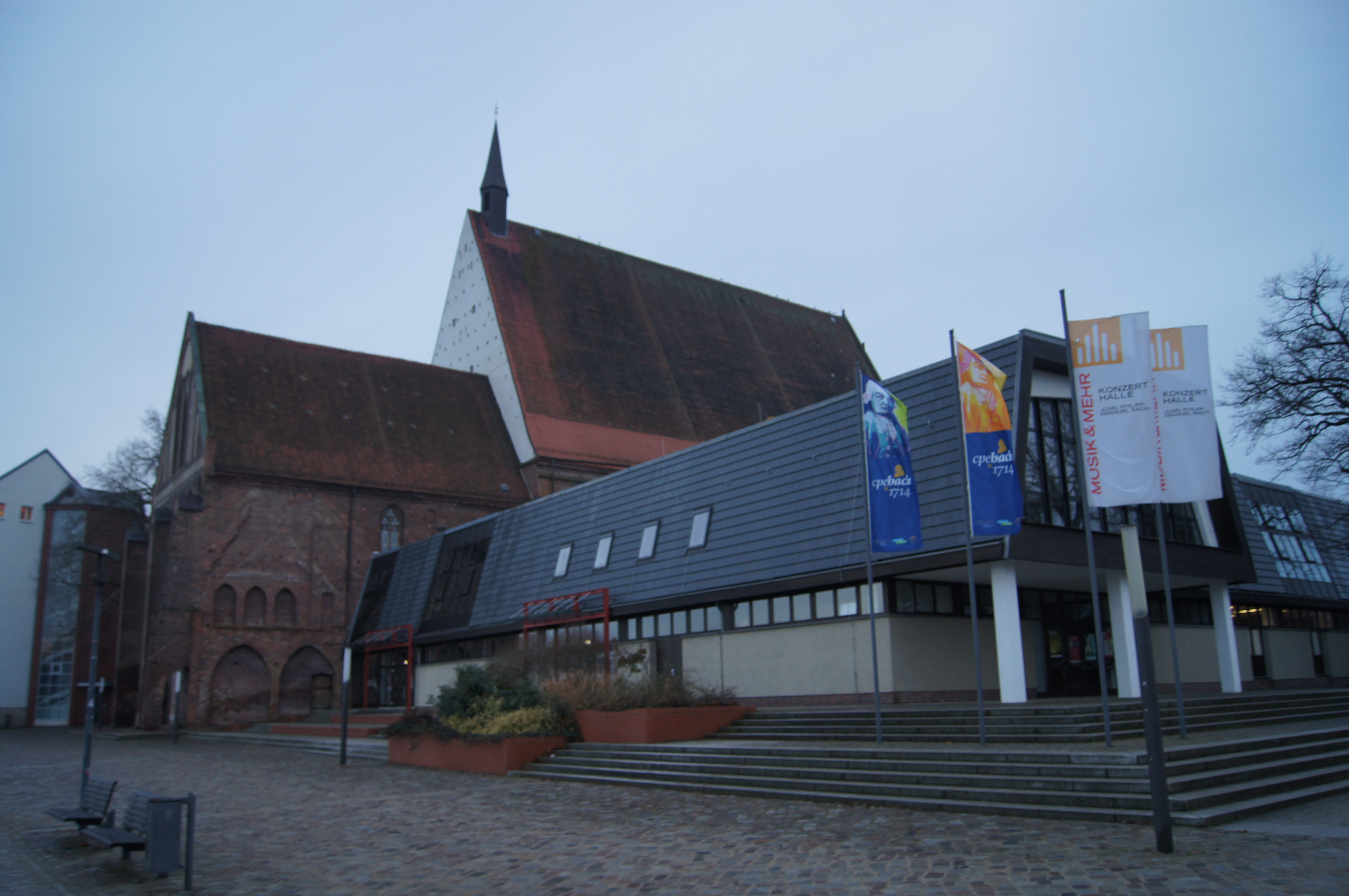
Konzerthalle von Nordosten

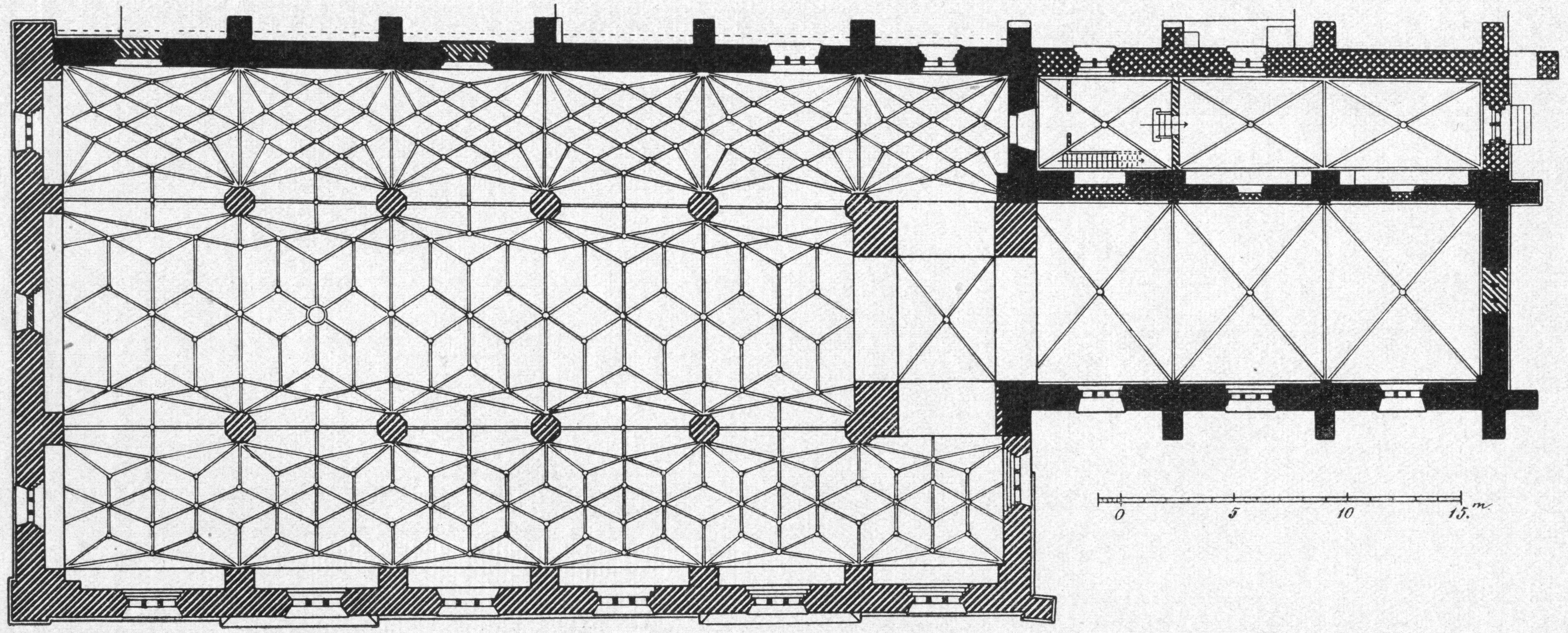
Grundriss (1912)

Die Konzerthalle Carl Philipp Emanuel Bach Frankfurt (Oder) ist ein Konzert- und Veranstaltungsort in einer ehemaligen Klosterkirche der Franziskaner in Frankfurt (Oder) und seit 1971 Sitz und Heimstätte des damaligen Philharmonischen Orchesters Frankfurt (Oder), seit 1995 Brandenburgisches Staatsorchesters Frankfurt (Oder) sowie der Singakademie Frankfurt (Oder) und des Orchesters der Frankfurter Musikfreunde.

## Lage und Umgebung
Die Konzerthalle liegt im Norden des Stadtzentrums. Das Gelände wird im Norden von der Lebuser Mauerstraße begrenzt, die den ehemaligen Verlauf der Stadtmauer markiert. Im Osten schließt sich die Oderpromenade an das Langhaus an, dessen Ostgiebel von der anderen Flussseite gut sichtbar ist. Im Süden und Westen stehen um den Untermarkt an der Collegienstraße das ehemalige mittelalterliche Gefängnis (heute Bibliothek und Museum), die Friedenskirche (leer stehend) und das ehemalige Doppelpfarrhaus (heute Stadtarchiv).

## Architektur
Das rechteckige Gebäude mit Satteldach ist ein dreischiffiger gotischer Backsteinbau mit sechs Jochen. Die beiden Giebel sind verputzt. Der Westgiebel ist mit Mustern aus Backsteinen verziert. Der einschiffige, gerade geschlossene Chor ist dreijochig ausgeführt und drei Meter niedriger als das Langhaus. Dessen Giebel ist mit gotischen Fensterformen gestaltet. Die Nord- und Südseite des Langhauses sind mit sechs Fenstern und die Westseite mit drei Fenstern gegliedert, die über die gesamte Höhe der Fassade gehen. An der Südseite befinden sich zwei doppelflüglige Tore. Von den zwei 2,90 m hohen, von Axel Schulz gestaltete Bronzetoren wird das eine „Heiteres Tor“ und das andere „Ernstes Tor“ genannt. Jede der vier Torflügel hat vier Felder mit Motiven. Den oberen Abschluss bildet bei beiden Toren ein halbkreisförmiger Rundbogen, der als Baum gestaltet ist. Im Norden schließt sich auf der gesamten Länge ein zweigeschossiger Funktionsanbau mit Atrium an.

## Baugeschichte
Der 1210 gegründete Franziskanerorden breitete sich im 13. Jahrhundert schnell im Deutschen Reich aus. Schon vor 1253 gab es ein Kloster am Brückentor in Frankfurt, das damals zum Bistum Lebus gehörte. Um 1270 bauten die Franziskaner der Sächsischen Franziskanerprovinz ein neues Kloster mit Kirche in der Nähe der St.-Nikolai-Kirche. 1301 wurde der Gründungsbau geweiht, von dem der Rechteckchor und Teile der nördlichen Langhauswand erhalten blieben. Erstmals urkundlich erwähnt werden die Ordensbrüder 1312 als religiosi viri et nobis in Christo dilecti fratres Minores nostre ciuitatis „die frommen und von uns in Christus geliebten Minderbrüder unserer Stadt“. Die Weihe der Sakristei (andere Lesart: einer Kapelle) fand 1301 statt. Mehrere reiche Frankfurter Familien hatten in der Klosterkirche ihre Grablege. Von 1516 bis 1525 erfolgte durch Bruder Andreas Lange der Neubau des dreischiffigen Langhauses der heutigen Hallenkirche auf achteckigen Pfeilern mit Sternnetzgewölben. Zum Kloster gehörten damals 20 Patres und vier Laienbrüder.
Im Zuge der Reformation wurde den Franziskanern am 9. November 1539 vom Frankfurter Stadtrat das Predigen und Messelesen verboten, das Kloster wurde geschlossen und die Franziskaner wurden vertrieben. Das Eigentum des Klosters sprach Kurfürst Joachim II. der Universitas Viadrina zu. In der Bibliothek wurde eine Universitätsdruckerei eingerichtet, die der Drucker Johann Eichorn im Jahr 1549 von Nikolaus Wolrab übernahm. Im Jahr 1551 wandelte sich die Klosterkirche zur lutherischen Kirche. 1572 erfolgte die endgültige Übertragung aller Klostergebäude an die Universität. Im Kloster wurde eine Verpflegungsstätte für arme Studenten eingerichtet. Seit Mitte des 16. Jahrhunderts wurden in der Klosterkirche etwa 100 Jahre lang auch die Gottesdienste für die Unterstadt abgehalten.

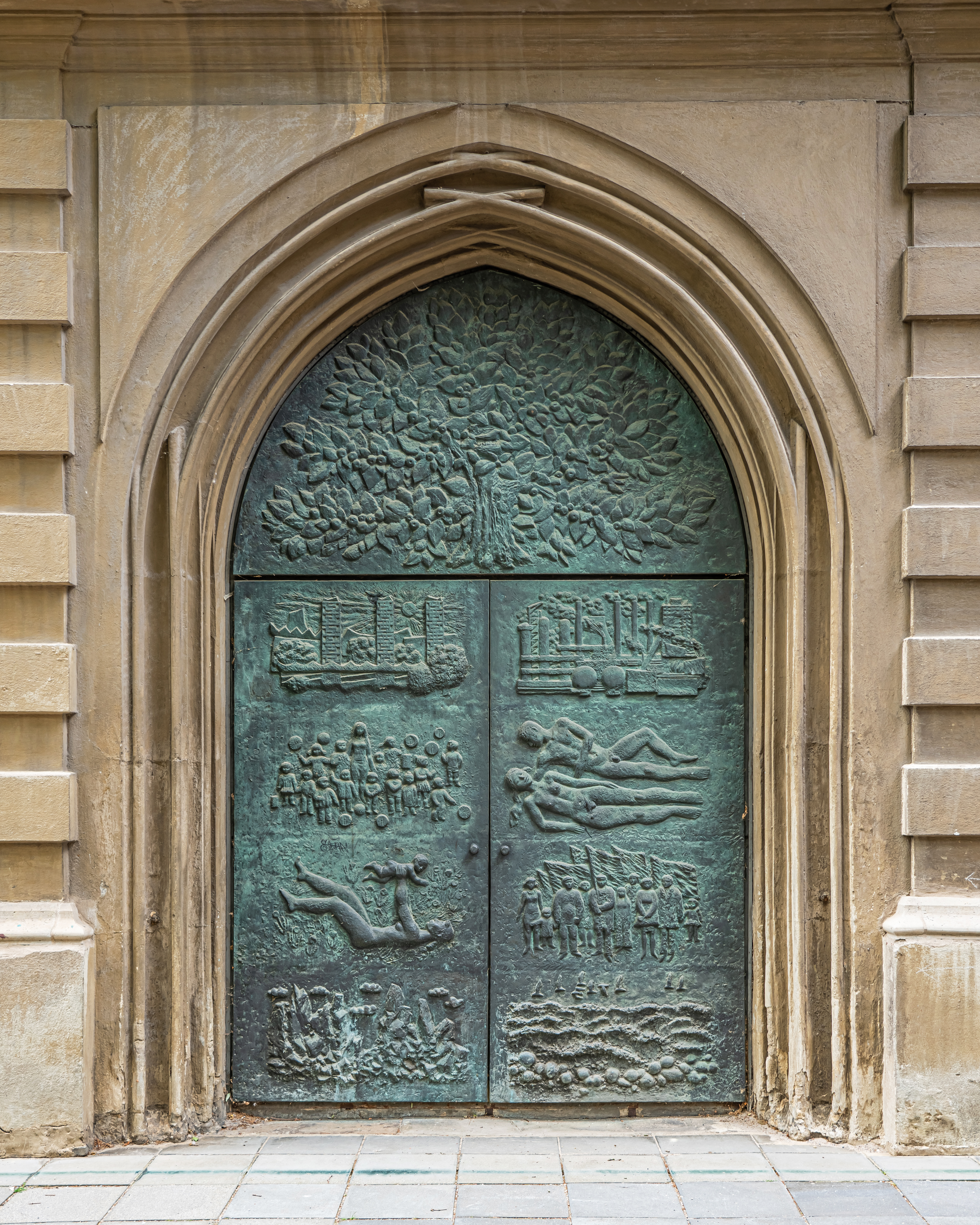
Eines der historischen Portale

Unter König Friedrich Wilhelm I. fanden von 1735 bis 1736 umfassende Renovierungsarbeiten statt, die von Christoph Gottlieb Hedemann geleitet wurden. Es entstand der Unterbau für einen geplanten Turm, der nicht ausgeführt wurde, aber heute noch vorhanden ist. Im östlichen Joch des Mittelschiffes wurden massive rechteckige Pfeiler eingefügt. Mit der Auflösung der Universität 1811 wurden die Gebäude der Stadt Frankfurt (Oder) überschrieben. Der Bau wurde selbstständige Pfarrkirche für die Lebuser Vorstadt und die Dammvorstadt und von der Frankfurter Garnison genutzt. Von 1823 bis 1901 betrieb die Stadt dort ein Armenhaus.
Zu Ende des Zweiten Weltkrieges 1945 wurden die Klostergebäude zerstört; die Kirche überstand als eines der wenigen Häuser der Innenstadt. Mit Kriegsende wurde die Kirche selten zu Gottesdiensten genutzt, da die ehemalige Gemeinde vorwiegend aus der Dammvorstadt kam, die mit dem Vertrag über die Oder-Neiße-Grenze auf polnischer Seite lag. Das Gebäude stand leer und verfiel.
Die Kirchengemeinde und die Stadt Frankfurt (Oder) entschieden 1966, das verfallende Gebäude unter denkmalpflegerischen Auflagen als Konzertsaal einzurichten. 1967 schloss die Stadt einen Pachtvertrag mit der Kirchengemeinde. Schon 1967 konnten die erste Konzertgäste anlässlich der 2. Frankfurter Festtage der Musik empfangen werden. Von 1969 bis 1970 wurde die Klosterkirche saniert. Der Dachstuhl wurde repariert, das Dach neu eingedeckt und Gewölbe wurden gesichert. Mittelalterliche Gewölbemalereien wurden freigelegt und restauriert.
Am 2. Oktober 1970, zur Eröffnung der 10. Oderfestspiele, erhielt die Konzerthalle den Namen des Komponisten Carl Philipp Emanuel Bach, der von 1734 bis 1738 an der Universität Viadrina studierte. An der Südseite wurden 1975 zwei Eingangstore eingebaut. Für die Gestaltung der Türen gab es vier Vorschläge; am 7. März 1969 entschied sich eine Kommission für die letztlich realisierte und schloss mit Schulz am 25. März 1971 einen entsprechenden Werkvertrag. 1987 wurde mit dem Anbau eines Funktionsbaus begonnen. 1988 fertiggestellt, befinden sich hier Probenräume, Gaststätte, Garderoben, Büro- und Instrumentenräume. Ab 1990 fanden weitere denkmalpflegerische Sanierungsarbeiten statt. Die Ostfenster im Chor erhielten Bleiglasfenster und die ehemalige Sakristei wurde restauriert. Eine neue Bestuhlung der Konzerthalle erfolgte 1999 durch den Initiativkreis Frankfurter Festtage der Musik mit der Spendenaktion Stellen Sie sich ihren Stuhl in die Konzerthalle in Höhe von 100.000 DM. Bis zum Stadtjubiläum 2003 wurde das bedeutende mittelalterliche Dachtragwerk saniert. Anfang 2003 wurde der 1736 beseitigte Dachreiter wieder neu aufgesetzt. Von der Musikgesellschaft C. PH. E. Bach wurde die Wetterfahne mit den Initialen b.a.c.h in alter Mensuralnotation gestiftet. 2013 wurde der Kammermusiksaal für 180.000 Euro saniert. Feuchtigkeitsschäden wurden beseitigt, der Putz ausgebessert und es wurden neue Anstriche vorgenommen.
Mit Jahresbeginn 2022 gab das Brandenburger Kultusministerium bekannt, der Stadt 850.000 Euro für die Modernisierung der Konzerthalle zur Verfügung zu stellen. Die Mittel stammen aus früheren DDR-Parteivermögen (PMO-Mittel).

## Orgeln

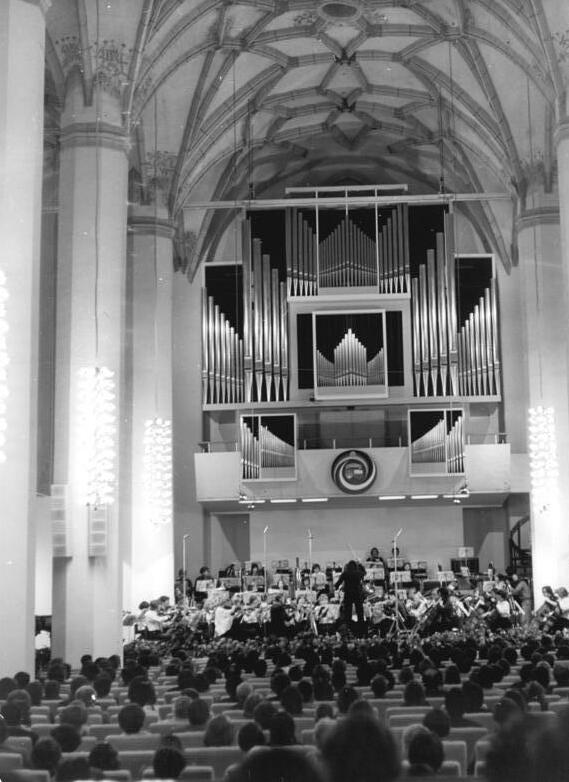
Große Orgel im Jahre 1977

Die Kirche beherbergt zwei Orgeln, die beide in der Orgelbauwerkstatt W. Sauer Orgelbau Frankfurt (Oder) erbaut wurden.
Die große Orgel wurde im Jahre 1975 errichtet. Das Schleifladen-Instrument hat 50 Registern (3.964 Pfeifen) auf drei Manualwerken und Pedal. Der Prospekt ist nach dem Werksprinzip gestaltet. Die Spieltrakturen sind wahlweise mechanisch und elektrisch, die Registertrakturen sind elektrisch.
| I Rückpositiv C–c4 |        |
| Holzgedackt        | 8′     |
| Quintadena         | 8′     |
| Prästant           | 4′     |
| Rohrflöte          | 4′     |
| Oktave             | 2′     |
| Terz               | 1 3⁄5′ |
| Quinte             | 1 ⁄3′  |
| Gemshorn           | 1′     |
| Scharf IV          |        |
| Holzregal          | 8′     |
| Tremulant          |        |

| II Hauptwerk C–c4 |       |
| Pommer            | 16′   |
| Prinzipal         | 8′    |
| Gemshorn          | 8′    |
| Oktave            | 4′    |
| Kleingedackt      | 4′    |
| Nasat             | 2 ⁄3′ |
| Oktave            | 2′    |
| Blockflöte        | 2′    |
| Mixtur V-VI       |       |
| Zimbel III        |       |
| Fagott            | 16′   |
| Trompete          | 8′    |
| Tremulant         |       |

| III Schwellwerk C–c4 |              |
| Bordun               | 16′          |
| Holzprinzipal        | 8′           |
| Rohrgedackt          | 8′           |
| Salizional           | 8′           |
| Oktave               | 4′           |
| Spitzflöte           | 4′           |
| Waldflöte            | 2′           |
| Septime              | 1 ⁄7′        |
| Oktävlein            | 1′           |
| Sesquialtera II      |              |
| Mixtur V-VII         |              |
| Quintan II           | 1 ⁄3′ + 8/9' |
| Dulzian              | 16′          |
| Oboe                 | 8′           |
| Helltrompete         | 4′           |
| Tremulant            |              |
| Kornettzug           |              |

| Pedal C–f1           |     |
| Prinzipal            | 16′ |
| Subbaß               | 16′ |
| Oktavbaß             | 8′  |
| Pommer               | 8′  |
| Hohlflöte            | 4′  |
| Rohrpfeife           | 2′  |
| Gr. Sesquialtera III |     |
| Mixtur VII           |     |
| Sordun               | 32′ |
| Posaune              | 16′ |
| Bombarde             | 8′  |
| Corno                | 4′  |
| Singend Kornett      | 2′  |
| Kornettzug           |     |

- Koppeln: I/II, III/I, III/II, I/P, II/P, III/P
- Spielhilfen: vier freie Kombinationen, zwei freie Pedalkombinationen; Pleno, Tutti, Registercrescendo, Absteller (Zungenstimmen, 16'-Register, Zungen einzeln, Walze),

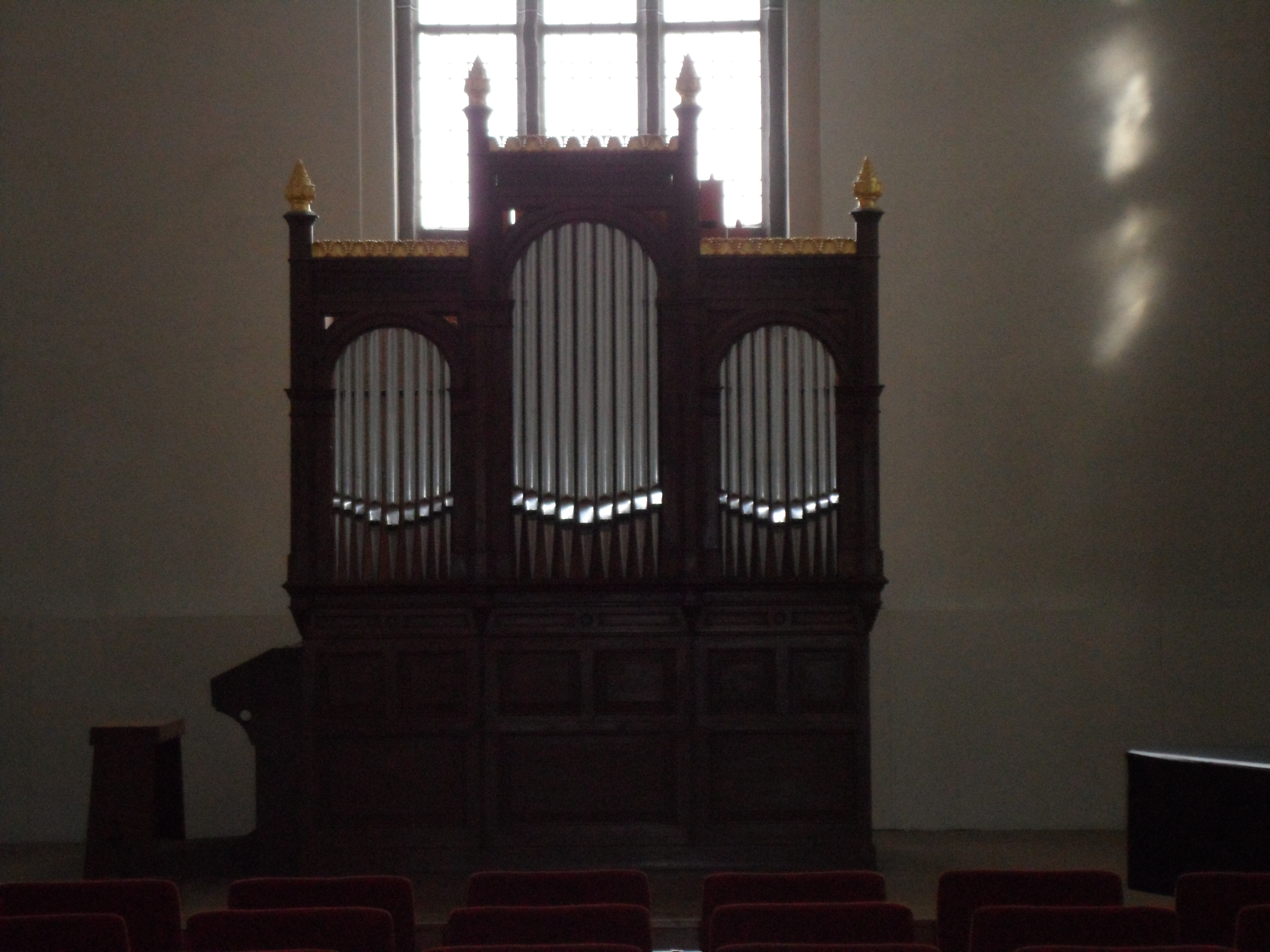
Kleine Sauerorgel (1866)

Im Jahre 1990 erhielt die Kirche ein weiteres Instrument. Es handelt sich dabei um eine historische Orgel aus dem Jahr 1866, eine der ältesten erhaltenen Kleinorgeln von Wilhelm Sauer. Das Instrument wird bei Kammerkonzerten als Soloinstrument bzw. als Begleitinstrument genutzt. Das Kegelladen-Instrument hat acht Register auf einem Manual und Pedal. Die Trakturen sind mechanisch.
| Manualwerk C–f3 |    |
| Principal       | 8′ |
| Gedackt         | 8′ |
| Salicional      | 8′ |

| (Fortsetzung) |       |
| Octave        | 4′    |
| Quinte        | 2 ⁄3′ |
| Octave        | 2′    |

| Pedal C–f1 |     |
| Subbaß     | 16′ |
| Violon     | 8′  |

- Koppel: Pedalkoppel

## Veranstaltungen
Die Konzerthalle ist seit 1971 Sitz und Heimstätte des Philharmonischen Orchesters Frankfurt (Oder) und seit 1995 des Brandenburgischen Staatsorchesters Frankfurt (Oder) wie auch der Singakademie Frankfurt (Oder) und des Orchesters der Frankfurter Musikfreunde. Regelmäßige Auftritte absolviert das Deutsch-Polnische Jugendorchester. Zu den regelmäßigen Veranstaltungen gehören die Musikfesttage an der Oder, Bachfeste, Bachsymposien, Wilhelm-Sauer Orgelfesttage, Musikreihen und Abonnements in Klassik und Unterhaltung. Im Kammermusiksaal und im Foyer finden kleinere Veranstaltungen wie auch Ausstellungen und Präsentationen statt. In der Sakristei ist die weltweit einzige ständige Ausstellung zum Leben und Werk von Carl Philipp Emanuel Bach zu sehen.
Gastspiele führten internationale und nationale Künstler, wie Dawid Fjodorowitsch Oistrach, Mstislaw Leopoldowitsch Rostropowitsch, Ludwig Güttler, Rudolf Buchbinder, Chris Barber, Gisela May, Bernard Greenhouse, Royal Philharmonic Orchestra mit Wladimir Dawidowitsch Aschkenasi an die Konzerthalle.